# Recovery Point Objective
Il Recovery Point Objective (RPO) è uno dei parametri usati nell'ambito delle politiche di disaster recovery per descrivere la tolleranza ai guasti di un sistema informatico. Esso rappresenta la quantità di dati prodotti ma non ancora sincronizzati, in caso di incidente o disastro, su un archivio (storage o file) di sicurezza. Indica quindi il massimo tempo che deve intercorrere tra la generazione di un'informazione e la sua messa in sicurezza (ad esempio attraverso backup) e, conseguentemente, fornisce la misura della massima quantità di dati che il sistema potrebbe perdere a causa di guasto improvviso. In pratica, l'RPO è uno delle misure fondamentali per stabilire la frequenza di backup di un sistema e/o archivio dati (l'altra misura è la retention ovvero la durata di conservazione di un singolo job di backup prima che sia sovrascritto o eliminato e quindi sia perduta la possibilità di recupero, in caso di necessità, di una determinata informazione/versione o specifico stato sistema).
In informatica, la quantità di informazioni archiviate, da sottoporre a copia di sicurezza o da recuperare, è tipicamente espressa in unità di tempo: secondi, minuti, ore o giorni di produzione di dati (indipendentemente dal volume di dati espresso in byte). In alcuni casi l'RPO si riferisce esplicitamente al dato contenuto nella RAM o nella cache temporanea: in pratica quello elaborato ma non ancora copiato su alcun archivio. Se non specificato, per archivio di sincronizzazione s'intende quello di backup rispetto a quello principale predefinito (pertanto l'RPO si riferisce all'incidente occorso al sistema di archiviazione - in inglese storage - principale, quello immediatamente connesso alla produzione delle informazioni).
Al diminuire dell'RPO desiderato/specificato si rendono necessarie politiche di sicurezza sempre più stringenti e dispendiose, che possono andare dal salvataggio dei dati su supporti ridondanti tolleranti ai guasti fino alla loro pressoché immediata replicazione su un sistema informatico secondario d'emergenza (soluzione in grado di garantire, in linea teorica, valori di RPO prossimi allo zero). Quest'ultima modalità è tipica delle soluzioni di DR (disaster recovery) di tipo cloud (sincronizzazione continua di sistemi e servizi tra ambienti di produzione e sito secondario di recupero) a differenza della tradizionale modalità di backup per "immagini" (snapshot) nel tempo (più se ne fanno nel tempo minore è l'RPO).